# Macrostomus distinctipennis
Macrostomus distinctipennis är en tvåvingeart som beskrevs av Smith 1962. Macrostomus distinctipennis ingår i släktet Macrostomus och familjen dansflugor. Inga underarter finns listade i Catalogue of Life.